# Janne Happonen
Janne Mikael Happonen (Kuopio, 18 de junio de 1984) es un deportista finlandés que compitió en salto de esquí.
Participó en dos Juegos Olímpicos de Invierno, obteniendo una medalla de plata en Turín 2006, en el trampolín grande por equipos (junto con Tami Kiuru, Janne Ahonen y Matti Hautamäki), y el cuarto lugar en Vancouver 2010, en la misma prueba.

## Palmarés internacional
| Juegos Olímpicos | Juegos Olímpicos | Juegos Olímpicos | Juegos Olímpicos |
| Año              | Lugar            | Medalla          | Prueba           |
| ---------------- | ---------------- | ---------------- | ---------------- |
| 2006             | Turín (Italia)   | Medalla de plata | TG por equipos   |